# NGC 6964
NGC 6964 é uma galáxia elíptica (E) localizada na direcção da constelação de Aquarius. Possui uma declinação de +00° 18' 05" e uma ascensão recta de 20 horas, 47 minutos e 24,2 segundos.
A galáxia NGC 6964 foi descoberta em 12 de Agosto de 1785 por William Herschel.